# 福島の原子力発電所と地域社会
福島の原子力発電所と地域社会（ふくしまのげんしりょくはつでんしょとちいきしゃかい）では、福島県浜通りの原子力発電所群（東京電力の福島第一原子力発電所と福島第二原子力発電所）が建設・運転に入る過程で、地域社会に与えた影響について説明する。主として福島第一事故前（2011年以前）の状況を対象とする。
福島第一事故後（2011年以後）、福島第一の半径20キロメートル圏内は立ち入りが禁止され、住民は退去を強制されている。
また、発電所内の作業や関係者の生活状況などについては各発電所の記事を参照のこと。
なお、福島県によると、1976年当時、地元町とは下記を指す。
- 福島第一原子力発電所：大熊町、双葉町
- 福島第二原子力発電所：楢葉町、富岡町

基本的には県及び上記4町を中心に記載する。

## 福島第一原子力発電所用地の買収
鈴木智彦が建設業に転身した地元の元暴力団関係者に取材したところ、建設当時は地域社会と暴力団との結びつきは密接で、法律的な規制もほとんど存在しなかったという。上述のように地元の暴力団は収入源を常磐地域の炭鉱（1960年代までは日本有数の産炭地に近かった）に求めていたが、その炭鉱が閉山していく中で新たな利権として原子力発電所は地域を挙げて歓迎され、用地買収をつつがなく取り仕切るため、地元の取りまとめたとして活躍した者も居るのだという。取りまとめの際には（地元の大半が賛成状態とはいえ）「うるせえ奴を一発で黙らせる」という暴力団ならではの仕事もあった。また、土地の売却に当たってポイントとなったのは山林や田畑よりも墓地であり、これも寺社と打合せの上、檀家を取り統めて一括交渉であり、中間マージンを見返りに受け取っていた。ある集落の墓地を近隣に移転した際には、東電側が「住民票が3年以上ある人」を条件としたため、当初補償対象から漏れた家を含めるようにサポートし、感謝されたという。

## 経済的影響

### 人口動態への影響
北村俊郎は2010年に『原子力eye』に投稿した記事にて、福島県エネルギー政策検討会の資料を使って議論しているが、1960年を基準年とすると、人口の伸びは大熊町では約1.3倍、生産年齢人口についても日本全体が高齢化社会へ推移したペースに比較すれば相対的には歯止めがかけられていた旨を指摘している。

### 発電所建設による就業形態の変化
1981年当時の大熊町長・遠藤正によれば、発電所の建設工事が本格化した1970年以降、過去県下で「ビリから2、3番目」だった町民の分配所得は工事関係者相手の商売や建設工事自体による町民の雇用によって大きく好転し、県でトップレベルとなった。やや定量的に見ると、1965年当時は7200名の町民が1000haの水田を生活基盤としていたが、農外所得の増加により農業所得への依存構造は後退し、兼業化や離農が進展したからである。
このメリットの一つは1970年代初頭よりスタートした減反政策に適応出来たことであり、大熊町は1970年代、毎年常に割り当ての百数十%の水田を自主減反し、政策による強制減反の実施を1982年度まで遅らせることに成功した。また、950haの水田を基盤整備することで農業の機械化を促進し、労働力に余剰を生じさせ発電所関連の雇用による農外所得に回すことができた。このため、冷害の激しかった1980年にも町民への所得の打撃は僅少で済んだという。
福島第一原子力発電所5号機と6号機を設置している双葉町の例によると、原子力発電所誘致以前に選択拡大作物の一つであった畜産業は1975年と1990年ではほぼ横ばいである。これは、恒常的な通勤兼業の場合労働配分の上で障碍にならないのは稲作で、1戸当たりの水田が1.1ha程度であるため、農機具を装備すれば兼業の片手間で十分な耕作が可能な、複合経済化に適した作物だったからである。1980年と1990年の比較では、1戸当たりの所得は2.4倍（719万円）に増加し、構成比率でも農外所得が2.0倍、所得の75%を占めるに至った。
問題は農機具の投資が過剰装備となること（機械化貧乏）であるが、土・日曜日の操業で効率を上げるためにはこれらの農業機械は必須でもあった。1990年当時では1戸の農家が稲作を行おうとすると1000万円の投資が必要とされ、耕耘機、田植機、コンバイン、バインダー、スプレアー等の装備率は農家1戸に対していずれも1.0台以上だった、その他、安定成長期以降の日本ではどこでも見られた後継者難、三ちゃん農業化も進行している。
また、農業就業者の減少傾向は立地自治体でも徐々に進行し、双葉町の場合、1975年の総就業人口数3,872人の内、第一次産業は36.6%（大半が農業）を占めていたものが、1990年の総就業人口3,915人の内第一次産業は15.0%に減少した。
なお、東電環境エンジニアリングを始めとする保修関係の企業も進出していたが、縦割り的な就業構造となっており、地元建設業者は中々参入しにくい構造であったという。進出してきたメーカーでも排水対策が問題となったが、海へ直接放出する事とした。漁業補償については発電所立地の際に交渉妥結済みであったからだという。一方、伊東達也は、県内立地町村全般に見られる特徴として、福島第一1号機が着工された1967年から県内の建設業者数がピークを迎えた1996年まで、楢葉町以外の3町では県内の建設業者数増加率に比較し、大幅に高いペースで増加していたと指摘している。

### 農協への影響
農協の機能も1990年代までに様変わりした。双葉町農協の1992年度の事業報告によれば、販売事業に占める米の割合は高い一方で、購買事業は様変わりし、60.1%を占める生活資材購買事業は農機具の購入と燃料の販売が主な柱であった。燃料は発電所関連企業への通勤に使用するガソリンである。また、この販売事業も独自の市場開拓などは行われていなかった。その理由は系統利用に対して事業奨励金が交付されるからである。農協の事業収益も赤字で、流通農協というよりは信用金庫的な機能に軸足を置いた金融農協に変化している。

### 「農工両全」の行き詰まり
双葉町は発電所の建設に併行して「農工両全」政策を進めたが、農の部分については地域農業の拡大には結びつかず、高齢化、遊休地の荒廃が進んでいたことが、1990年代初頭には明らかとなっていた。これに対応し、双葉町の農政課は1000ha、602戸の農家を対象に30戸程度の自立経営体を作る計画を立てていた。1集落30ha程度の集落農場方式を採用すれば、当時の自主流通米の相場等から採算がとれるという見込みであった。

### トラブル隠し事件の影響
2002年の東京電力原発トラブル隠し事件の余波は、立地町村にも降りかかった。トラブル隠し対策のため県が態度を硬化させたことで再稼働が進まない中、検査による収入が見通せないため本発電所の地元8町村で就労していた協力企業の社員（当時約7300名）の消費もまた低迷し、飲食店などには打撃となったという。また、核燃料が発電所で消費されないため、核燃料税の収入が見込めず、大熊町では核燃料税で賄う予定だった2004年度の農林道整備事業を縮小することも検討していた。

## 自治体行・財政への影響
雇用、就業形態の変化の他、発電所を設置することで固定資産税を納税するため地元自治体財政も一変させた。

### 電源三法
本発電所2号機が運転開始した時点までは、いわゆる電源三法による立地町への交付金は制度化されておらず、原子力発電所建設による経済的なメリットは当初雇用、消費財の売り上げ、法人、固定資産税収など別の面からの指摘であった。従って交付金の対象となったのは3〜6号機であり、1988年度までで双葉町23億5000万円、大熊町13億8600万円、楢葉町7800万円、富岡町3億7000万円などとなっており、総額では62億600万円であった。佐藤康幸は第二原子力発電所の交付金と比較しており、これらは大幅に増額を受けた後の交付であるため、1988年度までで各町合計322億4700万円と、運転開始から数年で本発電所の5倍以上に達していた。
1985年3月、福島県は初めて原子力行政について『原子力行政の現状』(459頁)を公表した。岡上哲夫はこれを批判的に読み解き、同書191ページで電源三法による「地域の長期的、総合的、広域的観点からの計画振興を目ざすものではない」と否定的な断定をしている点を、推進派の従来の主張である「雇用の安定」、「地域の発展」、「社会資本の整備」と矛盾するものとして指摘している。
なお、福島県は『原子力行政の現状』にて上述の「長期的、総合的、広域的観点からの計画振興」のため、「電源地域振興特別措置法（仮称）」の制定を求めていた。岡上哲夫は、従来の推進派の思考から言えば、「ポスト原発」は原子力発電所の増設という形でも良かったが、電力需要の鈍化により新設計画自体が縮小されている当時の事情の下ではその論理が通りにくくなっていたため、上記の法制化要求に至った旨を解説している。そして「これはいささか虫のよい、筋の通らない話ではないだろうか。もとはといえば、電源三法交付金やもろもろのうまい金で、豪華で立派な屋敷を建てたのはそちらである。今になって電気、ガス、水道代が払えないが、俺はこの屋敷が気に入ってるから出たくない、維持費はお前たち（国民の税収）が払ってくれ、と言われても困るのはこちら側である」と批判している。
『政経東北』1997年4月号は「大規模財政を運営する経験のない町が、経路の異なった交付金を受け取ったとき、これらの自治体の行政能力を超えるカネは、小さな町を生かすことよりも、殺してしまう影響力を発揮する」「その場の思いつきで体育館、野球場、住民センターと建てていく。（中略）ついには住民の真のニーズとは縁のない次元で、ただ金を遣うためだけの出費が繰り返される」などと批判し、更に交付金が実質的な迷惑料であるにもかかわらず直接住民の懐に入らないことを問題とした。その解消策として「調整すべき法令、どこで線引きすべきか、範囲の規定はあるが（中略）住民の子弟の教育費に使えるような配慮が必要だ」と提言している。

### 福島県

#### 『双葉原子力地区の開発ビジョン』
財団法人国土計画協会は福島県企画開発部の依頼により『双葉原子力地区の開発ビジョン』を1966年10月より調査開始し、1年余りをかけて報告書を作成した。調査委員会委員長は早稲田大学教授松井達夫、審議会には東京、東北の両電力会社の他農水省などが名を連ね、調査員は建設省、日本原子力研究所、県園芸試験所などから派遣されている。当報告書によると原子力発電所立地地域の開発をどのように行えばよいか、関係機関で協力して行った日本最初の調査であるとされており、佐藤康幸は次のような点を引用している。
なお、上記に登場する揚水発電構想については『福島県史 第18巻』がより詳しい。同史は『東北地域観光開発の構想計画と開発の指針』（1968年）を参照しながら「将来、原子力発電が発展し、発電コストが下がってくると、同じ発電形態を持つため競合関係にたつ火力発電所は、資源的にも有限のため重きをなさなくなり、かわって、電力運営上から補完関係にある揚水式水力発電所の開発が促進されてくる。このため本県有数の観光地である雄国沼と檜原湖もしくは猪苗代湖を利用した揚水式発電所が計画されてくる。」と説明しながらも、課題として自然景観保護との調和を挙げ「常に本県をして、電力供給県としてのみ機能せざるを得なかったこの歴史的事実の殻を破って、県民のための電力消費が確立するのはいつの日であろうか」と上記開発ビジョンとは異なる視点で結んでいる。
佐藤康幸は1989年に『財界ふくしま』『月刊官界』などに投稿した記事で、内容の一部は色あせているが、20年以上前にまとめられた調査報告書とは思えないほど新鮮と評している。また、1967年12月の楢葉町議会では同町を「10万都市にしてみたいということだったが」という議員の発言があり、これは佐藤によると上記調査の又聞きを誤読したものであるという。調査では各町の機能分担にも触れられ、下記のようになっていた。
- 浪江町：商業・娯楽機能
- 双葉町、大熊町：住居・研究所機能
- 富岡町：行政・文教機能

また、21世紀に向け、東海村とその両脇（北隣の日立市と南隣のひたちなか市）の関係のように、大熊と45キロメートル離れた周辺地域（いわきと相馬）に日立製作所のような大規模な工業集積が見られる段階になった場合、原子力産業以外の工業が締め出される懸念まで想定している。また、自家発電制度を改正して原子力の導入を可能とし、アルミ精錬等の電力多消費型産業を誘致することで原子力と他産業を直結した形で発展させる方法についても提言された。
なお、この調査結果自体は、一般公衆に広く公開されることは無かったばかりか、地元町にも知らされず、県と委員会参加組織だけが知っていたという。

#### 双葉地域開発基本構想
1972年には福島県庁が、東海村で着手されつつあった事故時の避難経路確保をも名目とした、道路建設などの地域振興計画を模倣し「双葉臨海地区新地方工業開発都市建設調査」「電源地帯福祉対策調査」が実施中であり、同年9月の県議会でこの結果を待ち、当時国で立法を検討していた電源三法の動向を見据えつつ、具体的な振興策を実施する旨が答弁されている。『原子力発電に対する疑問に答える』では県は1972年〜73年度に日本工業立地センターに委託し「双葉地域開発計画調査」にて開発の基本方向を検討し、次いで1973年度〜1974年度に相双地域エコロジー調査を三菱総研に委託して実施したとされている。また、有識者、町村長、県関係部長で組織する相双地域振興計画策定協議会を1973年12月7日に発足させた。この協議会では審議中の電源三法を意識しつつ、下記の方向で振興を進めることが確認されている。
1. 地域特性を生かし、自然環境の保全を図りながら、基幹産業である農林水産業の振興と地域に調和した無公害型の工業開発を図る
2. 商業振興と海浜リゾートゾーンを形成する観光開発を進める
3. 振興の基盤となる交通網整備、生活環境施設、社会福祉施設、教育施設などの公共施設の整備を積極的に推進する

なお、福島第二原子力発電所建設前の公聴会において再処理工場を設置しないように要望が出され、これについては受け入れられ、「双葉原子力地区の開発ビジョン」との相違点の一つになっている。

#### 核燃料税の引き上げ
福島県庁が核燃料税（法定外普通税）の徴収を開始したのは1977年の事で、福井県に次いで2番目であった。同年9月議会に諮り、その後自治省に許可申請した。当初は原子炉に挿入された核燃料価格の5%として、85億円を見込んだ。使途としては知識啓発、周辺放射能監視、温排水影響調査、住民の健康管理対策、生活環境整備などが挙げられている。

#### 批判
『政経東北』1997年4月号は形だけの「地域振興策」を提示し、「国の政策と電力会社に寄り掛かって何の振興もしてこなかった県の無策」と批判した。

### 大熊町

#### 原子力発電所誘致と初期の観光資源調査
大熊町は1958年に大野村と熊町村が合併して成立した。その際「大熊町建設計画」を策定したが町財政が極端に悪化し、計画通り運用できない状態だったため、原子力発電所の誘致活動に積極的だった事情がある。
その後、1964年に財政再建を果たし、1967年より「大熊町総合開発特別委員会」を設置し、当所は原子力発電所を中心とした観光開発を前面に押し出していた。
その後町議会では、1973年には中央台、小良浜地区一円、大蔵谷地溜池付近の観光資源調査を行っており、JRC株式会社、小田急電鉄、東北観光などと接触したが、どれも交渉不成立に終わっている。

#### 地方交付税非交付団体へ
大熊町は1976年には地方交付税非交付団体となり、基準財政需要以上の税収は逆に県に納入する状態となった。ただ、1981年当時既に発電所関連の固定資産税が長期低落していくことによる先細り現象の問題は認識されていた。例えば山川充夫がヒアリングを行った1983年秋当時、その3年後には交付団体への転落が予想されると大熊町担当者はコメントしており、大熊町では財政調整基金を30億円積み立てていた。

#### 東工業団地の開発
発電所の建設以前、大熊町の産業は地場資源をベースにした木材、木製品、食料製造業などの小規模な事業所があるだけで他地域からの企業進出も無かった。そこで大熊町は1966年3月農工一体での発展を図り流出する余剰労働力を吸収するため「大熊町工場誘致条例」を制定したが、実際に誘致できたのは県の開発課があっせんしたカーラジオを製造する電子機器メーカー1社で、それも1980年6月には倒産してしまう。また、発電所建設関連の労働需要が極端に増大した結果、町外からも労働力を受け入れるほどの状況となり、工場誘致条例は1970年に廃止された。
その後、発電所が6号機までひとまず完成を見た1979年頃になると、次の施策をどうするかが課題として浮上してくる。このような問題は当時「ポスト原発」と呼ばれ、大熊町は工場の誘致活動に舵を切った。解決策として、町は農村地域工業導入促進法や同法に基づく県の工業計画を材料に再び1979年4月、大熊町農村地域工場誘致条例を制定する。なお、県による計画はこれに先立つ1977年に策定され、大熊東工業団地74万m2が双葉工業地区として制定、導入するべき業種としては下記のような無公害・省資源型が想定された。
- 一般機械器具製造業
- 金属製品製造業
- 食料品製造業

上記工業規模は1977年までに用地31万6000m2、雇用期待人員2300名とされた。計画は1981年までに地権者たちの同意を得て20万1030m2の買収が完了している。造成工事は1982年度中に完了している。『経営コンサルタント』での遠藤正の発言によると、1970年代後半には日産ディーゼルが輸出用トラック組み立て工場を検討したが、自社工場を焼失した損害の穴埋めに追われる内に立ち消えとなり、その後横浜ゴムがテストコースの設置を申し出たが雇用につながらないため町の方から断った。この他ホンダも交渉に訪れていたという。結局、1981年当時引合いに応じて工場建設を実施したのは中堅製薬メーカー1社に過ぎなかった。町長の要望としては人口規模を考慮し、男子中心に1000名程度の雇用が可能な工場施設の誘致を検討していた。その後、『大熊町史第1巻』刊行までに製薬メーカー3社が進出を決定し、16万5000m2の敷地を使用している。東工業団地整備に当たり資金としては電源三法交付金、町の財源等が投じられた。3社合計で将来的には300名の雇用を生み出すとされた。
ただし、原子力発電所ブームに雇用の大半が吸収されたために、町内全体の事業所はそれほど数を増やすことはなく、規模も零細が多かった。

#### 2000年代以降
上記のように先細りが懸念されたものの、県内の他立地町では原子力による財政的恩恵が専らプラントの建設期に集中していたのに対して、大熊町ではその後も長期に渡りその恩恵を受け続けた。これは、福島第一に続々と追加施設が建設され、その殆どが大熊町側に位置していたからである。具体的には1985年に4号機南側に建設された廃棄物集中処理施設、1991年には高温高圧処理施設、1998年に核燃料共用プールがそれぞれ運用を開始したことによる。また、最初のシュラウド交換も大熊町に位置する3号機で行われた。この結果、大規模償却資産税は横ばいを続け、1990年代後半には増大した年もあり、最も初期にプラントが建設されたにもかかわらず、大熊町の財政力指数は21世紀に至っても1以上を維持し続けた。
その後、2008年にはアグロ カネショウが進出したが、事故により閉鎖、茨城県結城市に移転している。
また21世紀に入ると、大熊西工業団地の開発計画が立てられ、最初に造成されるA地区は2013年度分譲予定だった。

### 双葉町

#### 1980年代
双葉町は1980年以降財政力指数は1を超え1982年には2.02を記録している。当時は将来の固定資産税減少に備えて財政調整基金の積み立てを開始していた。大熊町は電源三法による交付金が1974年〜1983年の間に25億円見込まれていたため、その内11.4億円で道路を整備した。なお、発電所関係の固定資産は償却年数を15年とされていたが、改修も入るため、将来においてもゼロになる事は無かったという。双葉町も「ポスト原発」として工業団地の造成を計画しており、1983年当時の計画では24万平方メートルの敷地を準備していた。町の希望としては用水の確保に難（地下水利用のみ）があり、弱電関係を希望していたが、この時点では引き合いは無かった。広域的な用水確保策としては県営ダムの建設計画などに期待していた。
葉上太郎は両町の原子力発電依存に批判的だが、1980年代に箱物行政を推進したという視点からの批判は的外れである旨も指摘している。逆に、「ポスト原発」の一つとして双葉町が図書館を建設、1984年に開館させたことや県でも6市町村しか実施していない小中学校図書館への読書活動支援員の配置（これも電源交付金による）などを人材育成面から評価している。。
なお、正門やメーン道路が1号機から4号機までを持つ大熊町に設けられたことで関連企業は軒並み大熊に立地し、5号機以後を持つ双葉町では法人税収はそれほど伸びなかった。そして、交付年限を区切っていた発電所関連の交付金が打ち切られ、固定資産税収入も低下した1990年、世間がバブル景気を謳歌していたにもかかわらず、双葉町は財政力指数が1.0を下回り、交付団体に転落した。

#### 増設を前提とした公共投資拡大
『エネルギーフォーラム』記者の佐野鋭は、「カネが無くなったから、また新たなカネづるを求める」という図式で捉えられることが多いことは認めながら、「より共存共栄を深めていきたい」という町民の声が多くあり、そのような図式は早計である旨を反論している。
しかし、双葉町の固定資産税収入が落ち込むにつれて実質公債比率は一時は30%以上となった。木舟辰平によると1995年度8.9%だったものが、1998年度13.8%、2000年度17.0%、2002年度19.7%と上昇を続けて行き、2003年〜2005年度の3か年平均では27.3%と、全国ワースト13番目にまで悪化したという。
双葉町の場合、問題は増設誘致決議を実施したのちに顕在化していった。工程上の7・8号機運転開始を念頭に双葉町は公共事業の実施ペースを落とさず、結果として「取らぬ狸の皮算用」を地で行くことになったのである。これは、隣接の大熊町が法人税収を元に事業を実施していたのを見て、町民から大熊町にあるものを双葉町にも設けるような機運が高まっていた事情もあった。その一例は1987年から事業をスタートさせた総合スポーツセンターで、総事業費は50億円とも言われたが、2010年に至るも未完の状態であった。木舟辰平によると建設事業は1998年前後に特に集中して実施されたという。もっとも、その成果として双葉町の下水道普及率は2006年度末時点で72.8%と県内でも非常に高い水準に到達している。
また、原子力以外の国策による影響もあった介護保険導入はその一例で、1999年に17億円を投じて完成した「ヘルスケアふたば」は、保険が求めるサービス提供施設として建設されたものである。都市部では民間事業者がこうした施設建設に参入するが、”田舎”には参入する民間事業者は無く、結局自治体が施設整備し、全国的にも財政圧迫の一因となっていたものであった。

#### 緊縮財政への転換
一方で、7・8号機の建設は遅々として始まらず、双葉町も2005年に財政政策を転換した。大規模公共事業は次々中止、延期され、職員と議会予算は削減された。当時の町長は会社員から転じた井戸川克隆であったが、自身の給与も（過去の施策決定者ではないにもかかわらず）一時的に給与の手取りを0円とするなどの姿勢を提示した。ただし、将来を考え文教、福祉サービス予算は削減対象外とした。この身の丈に合った緊縮財政は当初町民の不満を惹起したが、井戸川の就任後、歳出削減策が講じられたことで、実質公債比率は2006年度の32.5%をピークとして下がり始めた。その後も町財政は改善を続け、2010年度決算で遂に実質公債比率を25%以下とし、黄信号を脱出する見通しだった。原子力発電所事故はその直前に発生した。

#### 再度自律的な振興策を模索
また、岩本町政から井戸川町政への転換に伴い、原子力発電からの自立を再度模索し、2006年度から双葉町内に産業活性化検討会を発足させ、農産物の加工や販売方法を工夫することとした。

### 富岡町
富岡町では福島第二原子力発電所建設前の公聴会において都市化を進めてほしい旨の意見があり、また、町として住宅団地（800戸、4000名）の開発を目標とした土地区画整理事業を1973年度から5か年の計画で進めていた。

### 楢葉町
楢葉町も福島第二原子力発電所の建設に伴って雇用、電源三法による交付金、固定資産税、法人税等の租税収入の恩恵を受けることとなり、1978年度より地方交付税不交付団体となっていたが、2009年7月には、東京電力からの法人税収が予定より多く減少し、交付団体に転落したことが明らかになり、この頃には大熊町以外の県内立地自治体は軒並み交付団体に転落している。『財界ふくしま』はこうした背景の元に、楢葉町長の草野孝が2009年3月に（高レベル放射性廃棄物の）「最終処分場受入意向がある」と発言したと『朝日新聞』に報じられ、直後に議会で陳謝した出来事を取り上げ、応募自治体に対しては最初期の段階で国が実施する「文献調査」の時点から、年間10億円が交付され、次段階の概要調査では交付金が年間20億円となる事実を指摘し、危険性を指摘する批判と対比している。この発言について草野は「双葉郡には原発が10基あるわけだから、地盤も、条件もいいので（国が）指定することに否定しないというだけで、朝日新聞の記事のようなことは言っていない。最終処分場の建設予定地に、手を挙げたということではない」と述べている。

### 立地交付金の使途拡充
なお、2006年に日本政府は、原子力発電所立地交付金に新制度を設け、運転開始から30年を超える原子力発電所を持つ都道府県に対して5年間で総額25億円を交付し、その用途をそれまでの交付金で対象外だった地域経済活動や教育福祉など幅広く設定した。福島県はこの交付金を2007年から活用することとした。

### 協力金
福島県庁は東京電力などから協力金という形で税収以外の寄付を受けていたが、『原子力行政の現状』にはその記載が無く、岡上哲夫はこれを「裏金」と批判している。

### 電源地帯の電力料金
東京電力が管外である福島県に発電所を設置したことで、立地自治体の住民は地元電力会社の料金制度に従って支払いをするという点からの矛盾が、1980年頃には指摘されている。これは当時、総括原価制の元で逐次料金改定を実施した結果、東北電力の電力料金が東京電力より高価になったからであった。そのため、立地地域からは電源地帯の電力料金を割り引くように意見が出てきた。このことに対して東京電力最高顧問の吉松氏吉は、当時建設中だった柏崎刈羽原子力発電所からの送電コストを例示して東京電力側の料金が東北電力より高価になった場合の対応について疑問を示した。
また、電源の多く立地する「発電圏」の料金低減意向については、自身が戦前の小規模事業者割拠時代からのキャリアを持つことを根拠に、総括原価制によって整理された現行体制を複雑化することで、制度的に「退化」するものと見なしている。代替策として電源開発促進税交付金の振り分けを調整し、発電地に恒常的に一定額を分配することを提案している。

### プルサーマル
プルサーマルの実施に際し、国は受入を決めた立地自治体に対して、総額60億円の「核燃料サイクル交付金」を交付することになっていたが、2008年度末に設定していた申請期限内に福島県内から受け入れを表明する動きは本格化しなかった。その後2009年6月に東京電力は県議会にプルサーマル実施の議論再開を求め、議会でも受け入れへの動きが本格化していった。この情勢について『財界ふくしま』は「プルサーマルは、単に、いまの原発に代わる交付金の入り口に過ぎなくて、最終的には原発の増設が目的ではないか。プルサーマルの議論再開より、原発の増設議論の方がすっきりするけれど、国の方針がプルサーマルとなっているから立地町としてはすぐに増設にはいけないというのが本音ではないか」との推測を紹介している。

### 公共施設の拡充

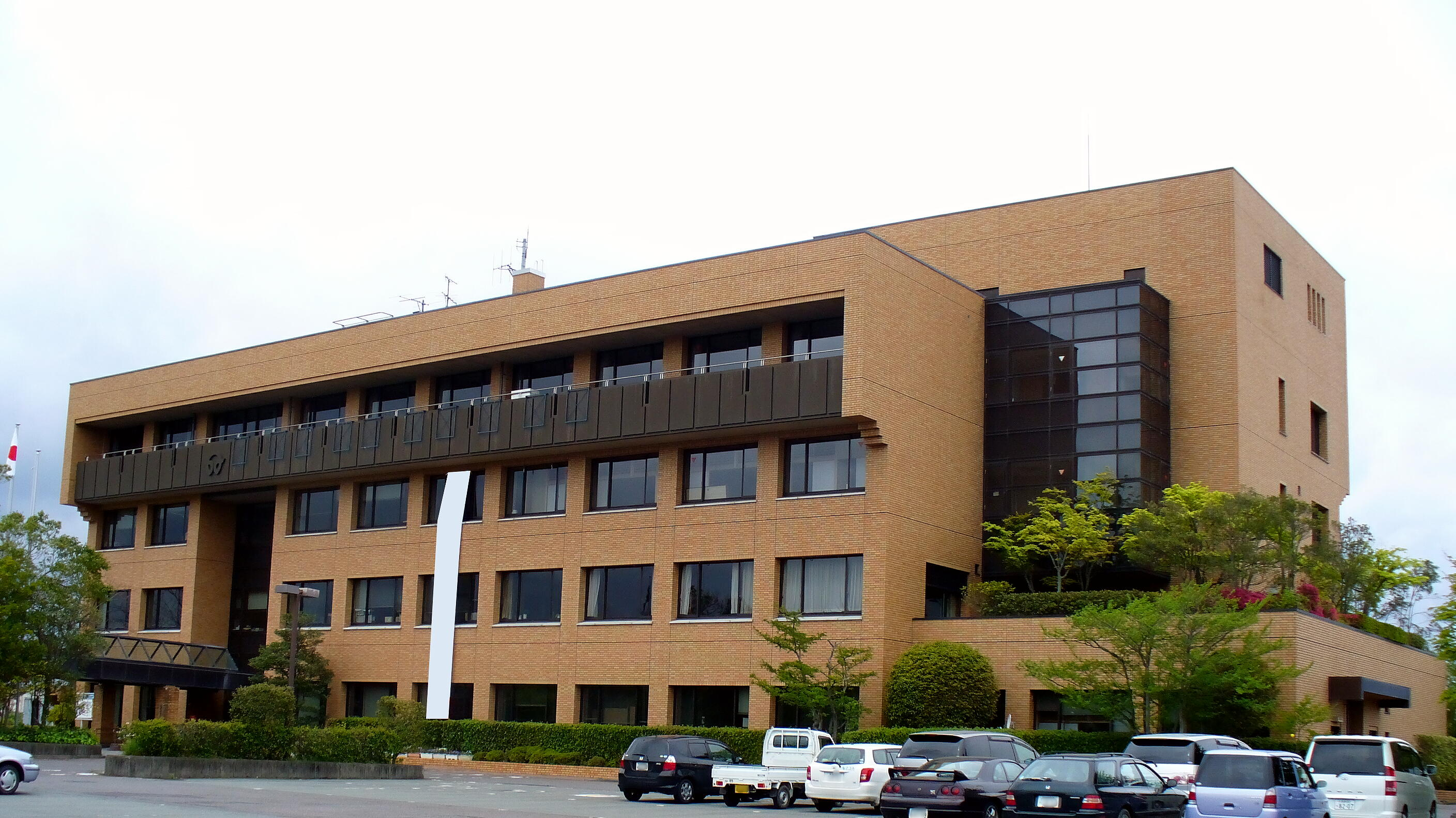
双葉町役場

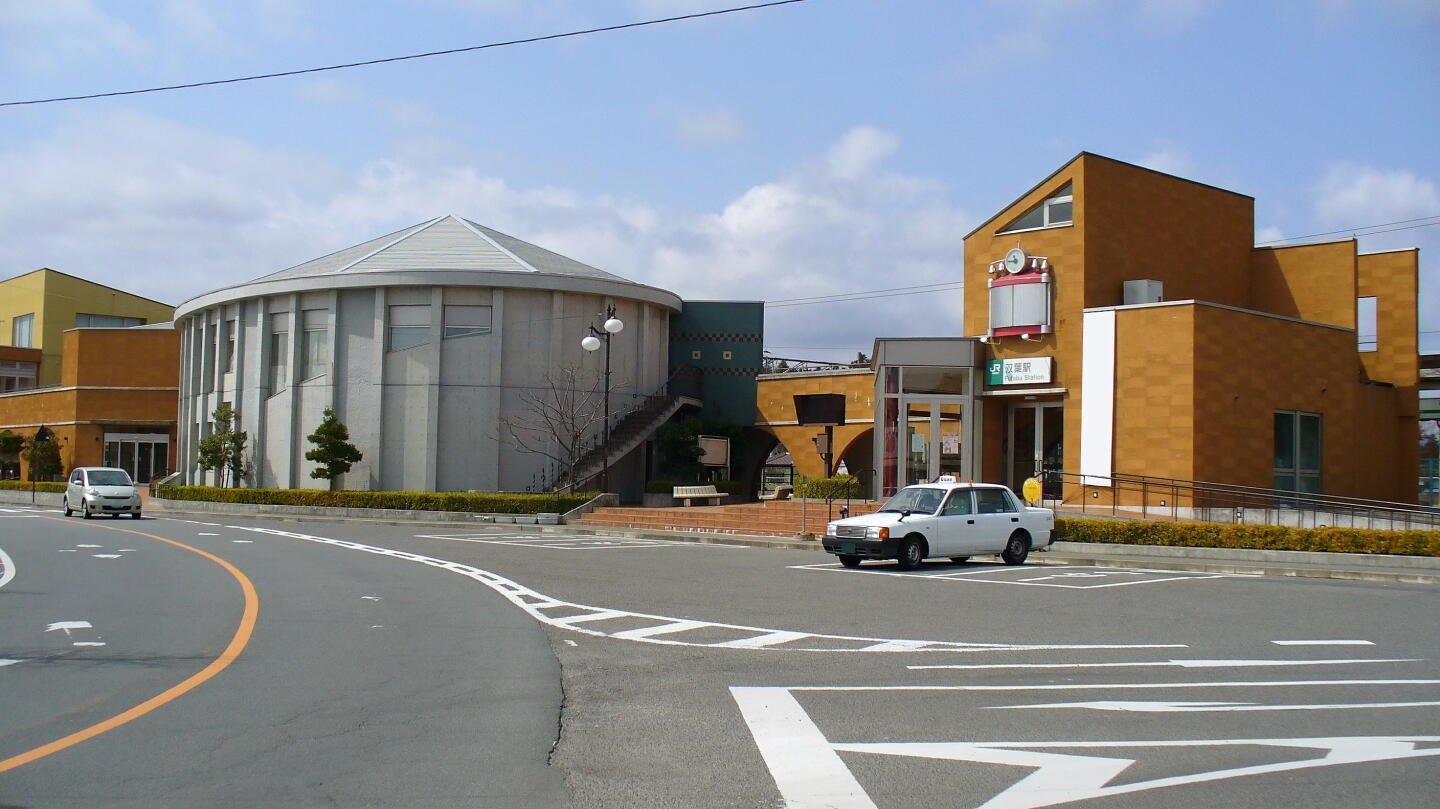
双葉駅

公共施設の拡充については、1983年当時で下記のようになっていた。
双葉町
- 役場庁舎：1983年に新築し、総額15億円。
- 小学校：2か所。いずれも鉄筋コンクリート化された。
- コミュニティセンター：1か所
- 公民館・分館：5か所
- 老人福祉会館：1か所。1977年新築。
- 町民グランウド：1977年新設。付帯施設としてプール、体育館、夜間照明。
- 図書館

大熊町
- 総合スポーツセンター
- 町営グランド：3か所
- 農村改善センター

上記施設の利用率は高かったが、大熊町のスポーツセンター職員の給与を賄えるまでに至っていないなど、課題も抱えていた。

富岡町
- 小中学校：2校ずつあり、1983年時点で1校を除き改築済みであり、残り1校の改築は発電所の固定資産税が入り次第実施
- スポーツセンター：1982年完成
- 老人ホーム：改築済
- 宅地造成：公共的なものとしては県住宅供給公社が3ha（100区画）造成

他1983年時点の構想として、役場庁舎、保健センター、図書館、武道館、総合福祉センター等を10年以内に建設予定。

楢葉町
- 町民体育館
- コミュニティセンター
- 町民グラウンド
- 天神先公園
- 木戸川渓谷遊歩道
- 集会場
- 老人いこいの家
- 幼稚園・保育所2か所
- 小中学校運動場
- 分校2校：改築

福島県内の原子力発電所立地町村にもたらされた税収の使途については、全体的な傾向として、半分は道路整備に投資され、それに次ぐのがスポーツレクリエーション施設であるという。同じ原発銀座である福井県の若狭地方では道路整備への投資は6%に過ぎず、両者に大差がついたのは地形上の差が大きいという。双葉町の場合は水道の整備も重視された。
発電所の設置は交通にも影響を与えている。両町に一駅ずつある常磐線については特急、急行の一部が停車するようになったという。双葉町役場の担当者は「駅無人化の話はない」とコメントしたが、大熊町役場の担当者は「複線化、電化は無理」と述べた（実際にはコメント当時電化は実現済みで、大野駅⇔双葉駅など一部は複線化されている）。常磐自動車道の延伸については地元自治体で期成同盟を結成し、運動を実施していた。その後、常磐自動車道は順次延伸され、夜ノ森に近い富岡ICまで開通し、事故直前の予定では2011年度に原ノ町まで延伸される予定であったが、事故発生により無期延期されている。

## 社会的影響
原発が住民の雇用や町財政に恩恵をもたらし、収入を安定化させた一方で、農業生産に伴う村社会的な共同体の結びつきは薄れていったことが多くの町民から指摘されているという。この背景には機械化により農作業の共同化（結い慣行）が崩壊し、1戸の農家で自己完結する稲作生産体系に転換したからである。また、余暇時間の拡大・現代化に伴い、以前は4〜5月に行われていた田植えはゴールデンウィーク前に機械力で完了させ、若年層を中心に5月初旬はレジャーに時間を費やす傾向が強くなった。
また、佐藤鋭は「発電所で働く高い技術知識を持つ東電社員と住民との交流も、この地方の文化、教育水準を上げるものだった」などと評している。

### 地元意識

#### 経済面
北村俊郎は、「地域振興が十分でない」という不満の声が出る理由として、「原子力発電所への期待が大きすぎたこと」「原発立地以前の状態を知らない世代が増えたこと」、（国や電力会社などの妥協的対応により地域住民が自主的な意識を無くし、金の使い方に慎重さが無くなるなどの）「数字に表れない問題」の3点を指摘している。

#### 安全性・危険性
- 後述するように、吉原公一郎のような反対派から対応策の不備を指定されていた福島県庁は1980年9月、原子力対策室から主任主査が1名、原子力産業会議の主催でヨーロッパの視察を行った。報告記事では、環境モニタリングは年1回実施しているものの、常時監視するためのテレメータシステムを採用しているサイトは無く、発電所と立地町村役場との安全協定に相当するものも結ばれていなかった旨記載されている。この背景として視察先の（西側）各国の立地自治体には「原子力発電所はもともと安全である。安全な施設に対してそこまでする必要はない」という考えが根底にあるという。そのため「安全対策、とくに周辺地域の監視体制については日本の方がはるかに進んでいるという印象を強く受けました」としている[69]。
- なお、大熊町でも1980年代初頭当時に反対運動家がシンポジウムを開催するなど一定の活動がみられたが、これには町からも参加し、平行線に終わることが多かったが議論を行っていた。遠藤は『経営コンサルタント』のインタビューに対して半減期の解釈に関する説明を例示し「私は少なくとも原発は安全だという理解は深めています。絶対安全だとは言いませんけどね」と応じている。また、当時地元のシンポジウムに呼ばれた反対派の学者も「原子力は絶対に危険だ」とは決して言わず、放射能の長期的な影響にウェイトを置いた説明をしていたという[70]。
- ただし、東京電力企画部副部長の宅間正夫（当時）は、1982年、『政経人』でのインタビューで、BWRを採用していることを理由に「非常に運転し易い原子炉で、スリーマイル事故のようなものは本質的に起こりえない」と述べ、原子炉の1か所集中立地のメリットとして共用設備の有効活用を挙げながら「送電ももちろん、発電所の中に変電所をつくり、まとめて一気に送っている。ただ、この送電線が事故や地震などでいっぺんにやられないかという心配があると思うが、今の技術から言って、変電所や送電線は一寸した地震には十分耐えられるし、故障しても直ちに保護装置でその波及を防ぐといった設計になっている。これは原発に限らず電源が集中的に固まっているところの送電設備や変電設備は、「保護システム」が非常に高度に出来ているので、いっぺんに全部やられるということはほとんどありえない」などとその根拠を述べている[71]。
- 1986年にはチェルノブイリ原子力発電所事故が発生した。しかしこの時は大半の町民に危機感が共有されることはなく『エネルギーフォーラム』の記者は「町民は「遠い国の出来事」と受け止めている」と表現している。また、大熊町長・遠藤正は「あの日から一週間ほど町民の反応を見ていたが、問い合わせは一件もなかった。わが国の原発が安全だと信じ込んでいるのか、それともあきらめなのかははっきりしないが…」と述べている[72]。
- 1989年1月に発生した福島第二3号機再循環ポンプ事故は、地元にて発生した事件であるためチェルノブイリより遥かに小規模な事故であるにもかかわらず反響は大きかった。一例として大熊町議会では「住民と地方自治体参加の災害対策を確立し、住民に周知徹底すること」「根拠の無い安全宣伝はただちにやめ、安全・災害対策の予算を充実すること」などを指摘する議員もおり、町長は申入れの実施や広報協会の例会で反映すると答弁した[73]。
- 『政経東北』1999年11月号では福島県の旧国名が岩代であった事実を指し、岩盤が強いための地名で災害が少ないと言われていたが、実際には字感から来た誤解であり「比較的地震や台風被害の少ない土地柄」に過ぎず、災害保険の掛け金が全国最低ランクではあるものの、地震災害を受けてこなかったわけではないとして、過去の事例を挙げ、県内原子力発電所の存在についても当時の安全宣伝を踏まえつつ、懸念を残している[74]。

## 原子力防災

### 防災体制の整備
福島第一原子力発電所の建設初期に安全協定を作成した際、地元町が無関心に近かったことは、福島県側からの追加提案で双葉、大熊両町にも提示するように薦められ、初代所長の今村博を通じて両町に提示したところ、「そのようなわずらわしいことには関わりたくない」旨の返答があったというエピソードにも表れている。その後、1974年に双葉郡の分署を統括する浪江消防署が東京電力に対して、施設内の火災と原子炉の事故の際の消火と災害計画を明らかにするように求めたが、1974年1月に入っても回答は無かった。また、東京電力と地元町村との災害対策に関する打合せも1974年に1回持たれたが、結果については秘密であり消防には通知されず、浪江消防署には放射線防護用の気密服も1着も装備されていなかった。
1979年3月のスリーマイル島原子力発電所事故以降、福島県は住民避難などを交えた防災訓練の必要性を認識し、1983年秋、日本で初の原子力防災訓練を実施した（スリーマイル原子力発電所事故に対する東京電力の対応にて詳述）。
社会資本の投資にやや遅れて、双葉、大熊両町の防災無線（一般広報用途を兼ねる）は1983年4月に開局している。ただし整備した防災インフラの運用には問題も指摘され、1989年12月の大熊町定例会によると、津波警報が発表された際町として沿岸住民に周知しなかった事例があり、問題視されている。
安定ヨウ素剤については、当初準備がなかった状態からTMI事故後県立大野病院にて保管することとなり、その後保管場所に再検討を加えて町役場に移動した。事前の全戸配布について町議から提案されたこともあるが、誤飲などのデメリットが指摘され、事故時に緊急医療被曝体制チームの助言を得られることを根拠に、集中保管の態度が崩れることはなかった。
2002年に発覚した東電トラブル隠し事件の影響は、毎年恒例で実施していた県原子力防災訓練にも及んだ。2002年11月の防災訓練では同年4月に稼働した県のオフサイトセンターを使用し、想定シナリオは隠ぺい、トラブル隠しを反映して「6号機で配管が破断し冷却水漏洩、格納容器から放射性物質が漏れた」という状況で開始した。また、プラントの応急処置を訓練に初めて盛り込み（注水器弁も壊れたと想定し、その修理作業訓練を組み込み）、近隣住民も参加しての避難も実施した。訓練には200機関1680人が参加し、「生々しい」との声もあったという。

### 福島県地震・津波被害想定調査
福島県は兵庫県南部地震の発生を踏まえ、県議会が地方自治法第99条の規定により国に対し地震災害の対策に関する意見書の検討を開始し、その内容は官民連携の総合防災対策や地震観測網の整備強化、原子力発電所の耐震設計指針の再確認などより成っていた。また、1995年8月より『福島県地震・津波被害想定調査』を実施、1997年7月28日、被害想定のシミュレートをまとめ、1998年3月に報告書を公表した。この報告では「はじめに」において県内の原子力発電所は国が耐震性を保証していることを理由に「地震によって原子力災害が発生することはないと考えられる」としながらも「発電、送電が停止した場合、あるいは、送電施設が被災した場合には、首都圏への電力供給が停止され、国内外の社会経済活動に大きな混乱が引き起こされる」事態は視野に含められた。また、下記の地震については『政経東北』が関心を示している。
- 双葉断層帯北部地震
  - M7級、震源深さ10キロメートルを想定。浪江町で震度5強。上述の考え方から原子力発電所への影響については一切触れていない。そのこと自体が『政経東北』により取り上げられ、1999年11月号では影響について触れなかった理由を種々の安全対策の他135Galで自動停止する措置を前提としているためと推測している。
- 福島県沖海洋地震
  - 震源深さ20キロメートルを想定。モデルとして1938年の福島県東方沖地震を選定しM7.7に修正した物。その発生周期を100〜200年程度とした。浜通りを中心に震度は6程度を予想。断層が割れ込む形の場合は最大で7m程度の津波高さを想定したが、原子力発電所への影響については耐震性同様に考慮しておらず、『政経東北』も懸念を含む形でその点に触れている[注 5]。

なお、同調査では「活用上の留意点」として、津波痕跡物などの実績からモデルを仮定したが、近年大規模な津波の襲来を受けていないため信頼性の高いデータが得られていない事、再現した津波について計算精度など未解決の点が残っていること、津波高に変動が大きいことなど6項目の誤差要因を根拠に「その結果のみに固執しすぎると、重大な危険性を見落としたり、安全性を過大評価しがちになることも考えられる」とし「常に安全側の発想に立ち、津波防災の観点から各地域のアセスメントを行っていくことが重要」としていた。この調査では「当面取り組む課題」が津波関連でも列挙されており、ソフト対策として50mメッシュ等を用いた津波俎上の詳細評価など、ハード対策として海岸保全施設整備は「最大想定津波の概ね1m程度の余裕幅を見込む」、「地形に応じたハード目標の設定（専門的見地からの別途検討が必要）」「参考地震（M8）による被害レベルを目標とした総合的な津波対策の検討」などが示されている。
『政経東北』は県のシミュレーションをベースとした同種の啓発記事を2001年3月号、2001年9月号、2002年11月号でも繰り返し、防災への備えと県内原子力発電所への注意を県民に啓蒙していた。国会事故調によると福島第一原子力発電所の想定津波高は2002年になってようやく見直しを受けて5.7mに変更されたが、裕度は僅か3cm（約0.5%）に過ぎなかった。また、同社によりM8を超える海洋型地震の検討が始められたのは2000年代中盤以降のこととなる。

### 東海村JCO臨界事故の影響
東海村JCO臨界事故直後には、立地町村議会でも原子力防災体制が改めて問われている。大熊町を例に取ると、1999年第4回定例会は防災体制に関する質疑が数多くなされた。
- 1999年11月の原子力立地町村議会サミットにて安定ヨウ素剤を各戸配布し、本格的な住民参加を交えた避難訓練を実施している町村の事例について、大熊町議会は直接情報を入手しており、ある議員より実施について提言されたが町長は答弁で具体策には触れなかった[88]。
- ある町議より防災訓練で拠点になっている総合体育館は放射能対策を施した設備ではなく、建設時に考慮しなかったのは問題の旨、指摘された[89]。
- 国道6号線は四ツ倉以北で2車線となるため、4車線、バイパス化が必要であり、小高広野線の整備ペースも現状の年2キロメートルでは45キロメートルの整備に20年以上かかるためペースを上げるよう要望が必要[90]。
- 町長は二本松から双葉郡内に通じる阿武隈山系横断道路を国直轄で施工するよう1990年頃より要求しているが、未だに進展が無い旨を答弁した[91]。
- 町長は東海村が事故初期に独自の陣頭指揮を執ったことも踏まえ、オフサイトセンターを大熊町に誘致する旨答弁した[92]。